# Bénigne Le Gouz de Gerland
Pour les articles homonymes, voir Gerland (homonymie).
Ne doit pas être confondu avec Bénigne Le Gouz de Saint-Seine.
Bénigne Legouz de Gerland », né à Dijon en 1695 et mort dans cette même ville en 1774, écuyer, seigneur de Magny-sur-Tille, Gerland et Jancigny, était un notable, un mécène et un académicien.

## Biographie
Bénigne Le Gouz de Gerland naît à Dijon le 17 novembre 1695. Il est le fils de Charles Le Gouz-Morin, écuyer, maître de la garde-robe de Madame la Dauphine, et de Constance de Cirey, dame de Gerland. Il est également l'arrière-petit-fils de Charles Fevret, avocat au Parlement de Bourgogne. Il fait ses humanités au collège de Clermont, à Paris, et prend goût aux sciences, aux lettres et aux arts qu'il cultivera durant toute son existence. Il entre en 1718, âgé de 23 ans, aux États de Bourgogne. Il est aussi grand bailli d'épée, c'est-à-dire officier de justice seigneuriale, du Dijonnais. Le Gouz de Gerland est nommé académicien honoraire le 30 juillet 1761. Sur la proposition de Richard de Ruffey, l'Académie lui accorde le titre de « bienfaiteur », titre qui lui est donné plusieurs années sur les listes des académiciens « jusqu'à ce que, soit par vraie modestie, soit par raffinement délicat d'amour propre il en exigea la suppression ». Non marié, Le Gouz de Gerland vend en 1742 son hôtel particulier de la rue Vauban au comte de Beaurepaire, tout en se réservant le droit d'habitation jusqu'à sa mort. Il meurt à Dijon le 17 mars 1774 sans postérité mais avait, dès 1772, institué pour légataire universel son cousin issu de germain à la troisième génération, Bénigne Le Gouz de Saint-Seine, président à mortier et futur premier président au Parlement de Bourgogne.

## Le notable dijonnais
Le Gouz de Gerland est un personnage éminent de la société aristocratique dijonnaise du XVIIIe siècle. Maurice Lange, dans son histoire secrète de l'Académie de Dijon, écrit qu'il a les qualités les plus grandes et les plus essentielles : il est bon citoyen, bon ami, bon parent et bon maître. Il a de la vivacité et de l'agrément dans l'esprit et de la noblesse dans les sentiments. Quant à son contemporain, Hugues Maret, secrétaire perpétuel de l'Académie pour la partie des Sciences, il précise dans un éloge prononcé en séance publique le 14 août 1774 :

« La fortune et la naissance l'avaient mis en relation avec tout ce que la société avait de plus grand : son humanité l'avait engagé à se rapprocher de tous les ordres de citoyens et sans hauteur comme sans bassesse il s'était concilié tous les cœurs. »

Passionné pour les lettres, les sciences et les arts, sa ville natale, Dijon, lui doit beaucoup : un cabinet d'histoire naturelle, la création d'un jardin botanique (1771) et sa contribution à l'institution d'une école des Beaux-Arts.